# Fachi
Fachi è un villaggio rurale del Niger facente parte del dipartimento di Bilma nella regione di Agadez.